# Marchegg (zámek)
Zámek Marchegg je barokní zámek a původně gotický hrad ve městě Marchegg v okrese Gänserndorf v rakouské spolkové zemi Dolní Rakousy.

## Historie
Stavba, původně městský hrad v severozápadním rohu marcheggských hradeb, byla zbudována po bitvě u Kressenbrunnu, v níž vojska českého krále Přemysla Otakara II. (asi 1233-1278) porazila 12. července 1260 armádu uherského krále Bély IV. (1206-1270). Hrad na uherských hranicích měl zajišťovat obranu.
První písemná zmínka o zdejším hradu pochází z roku 1346.
Poprvé byl hrad, stejně jako město, dobyt během husitských válek v letech 1426–1427.
V roce 1502 obdržel hrad jako zástavu hrabě Mikuláš ze Salmu († 1530). Za prvního tureckého obléhání Vídně v roce 1529 bylo město Marchegg zcela vypáleno. Hrad sice nebyl úplně zničen, ale byl rovněž značně poškozený. Díky pomoci, kterou Salmové poskytli při obraně Vídně, bylo také Mikulášovým dědicům potvrzeno držení Marcheggu. Hrabě Mikuláš ze Salmu zemřel roku 1530 v blízkém Salmhofu. Teprve jeho syn nechal roku 1568 hrad uzpůsobit k bydlení.
Na počátku 17. století hrad již opět ničili uherští vzbouřenci.
V roce 1621 získal hrad jako zástavu od Ferdinanda II. (1578-1637) předseda uherské dvorní komory hrabě Pavel Pálffy z Erdődu‎ a po dvou letech přešel do jeho vlastnictví. Pálffy obdržel také velké statky v sousedních Malackách. Hrad Marchegg byl až na jednu věž poškozený, a proto byl podle návrhů císařského inženýra a hejtmana Lamberta Lambiona přebudován na čtvercový vodní zámek. Plánované bašty a raveliny však nebyly vybudovány.
Z pověření uherského palatina Mikuláše V. Pálffyho provedl stavitel Christian Alexander Oedtl (asi 1661-1737) kolem roku 1715 barokní přestavbu zámku. Přitom byl vodní příkop zasypán. Jižní fronta dostala nynější vzhled.
V dalších dvou staletích byl Marchegg využíván hlavně jako lovecký zámek a letní sídlo. Častými hosty na honitbách byli mezi jinými také císař Josef II. (1741-1790), Marie Terezie (1717-1780) a její manžel František I. Štěpán Lotrinský (1708-1765).
Hrabě Karel Pálffy byl v roce 1807 povýšen na knížete.
Kníže Mikuláš Pálffy opustil své sídlo na Marcheggu za první světové války, protože pozbyl své statky v Malackách.
Po druhé světové válce byl zámek značně zdevastován a inventář rozkraden. V roce 1947 po smrti Ladislava Pálffyho marcheggská linie rodu vymřela.
V roce 1957 získalo město Marchegg za pomoci zemských orgánů zámek, který už byl určen k demolici. Od roku 1959 zde bylo po dvou velkých renovacích zřízeno nádherné dolnorakouské lovecké muzeum. Po roce 2000, kdy došlo k centralizaci sbírek zemského muzea, byla výstava v Marcheggu zavřena. Od té doby se zde konají už jen ojedinělé výstavy pořádané městem Marchegg, např. v roce 2010 výstava „Od krále Otakara až po knížata z rodu Pálffyů". Ve zbývající době není vnitřek zámku otevřen. Ovšem z funkční ochranné povodňové hráze je dobrý výhled na kolonii čápů bílých, kteří mají svá hnízda na komínech zámku. Tito ptáci hnízdí také na stromech v zámeckém parku nebo v lužních lesích Přírodní rezervace Marchegg kolem řeky Moravy.

## Budova
Stavba je dvoupodlažní a leží ve velkém parku. Uvnitř zámku jsou některé místnosti vyzdobeny štukem. Dřívější kaple je také dvoupodlažní. Před zámkem je vjezd s bránou s kovářskými prvky.